# Stefan Liv

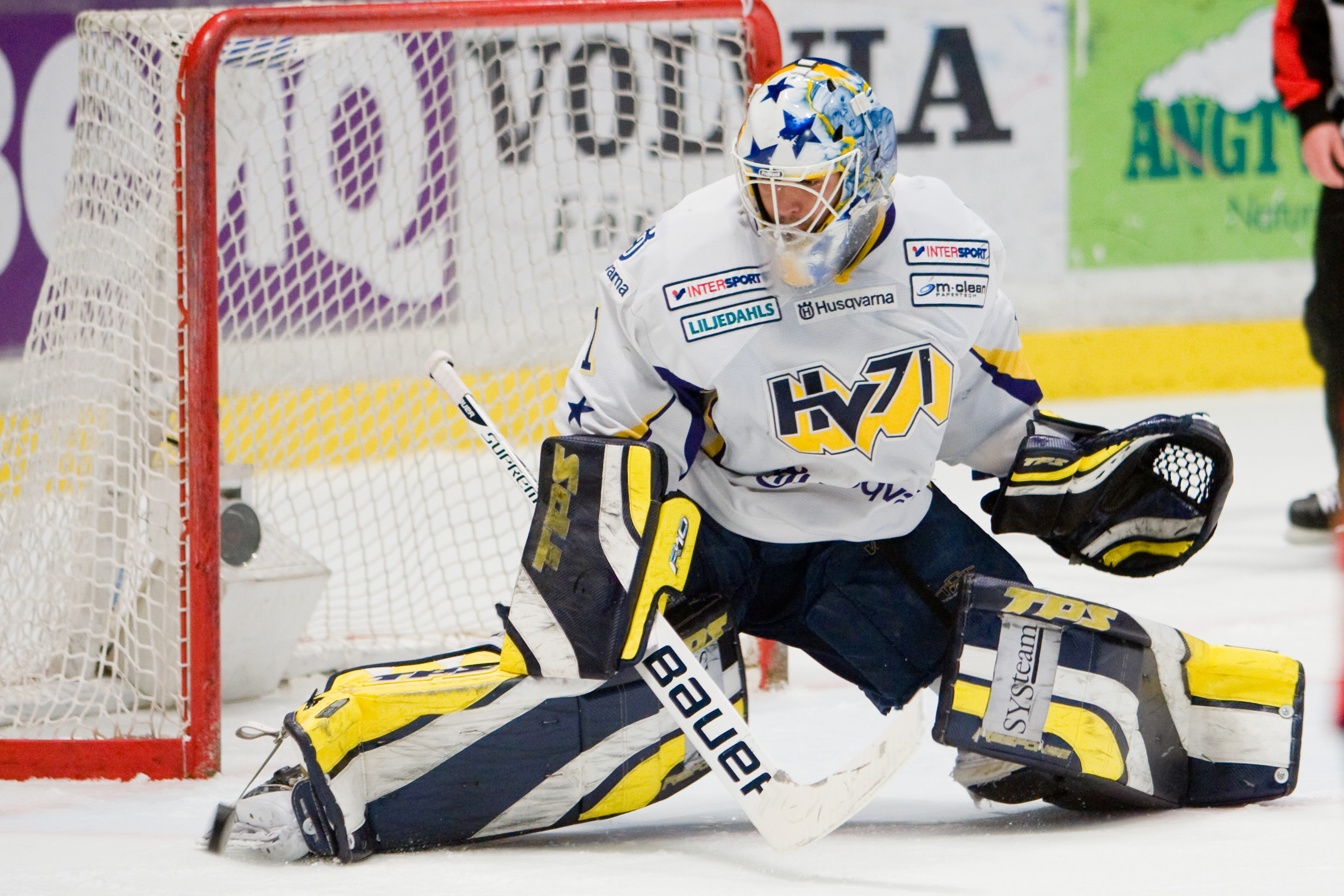
Liv v dresu HV71, 2010.

Stefan Daniel Patryk Liv (narozen jako Patryk Śliż; 21. prosince 1980, Gdyně – 7. září 2011, Jaroslavl) byl švédský hokejový brankář. Profesionální hokej hrál ve Švédsku, Severní Americe a v Rusku. Devět let strávil v první švédské hokejové lize, v týmu HV 71. Rok strávil v organizaci Detroit Red Wings, jenže si nepřipsal jediný start v NHL, a tak se vrátil do Evropy, zpět do HV 71. Po svém návratu odehrál ve Švédsku tři sezóny, po kterých odešel v roce 2010 do Ruska.
Stefan Liv byl členem týmu Lokomotiv Jaroslavl v Kontinentální hokejové lize. Se zbytkem týmu zemřel při letecké něhodě v Jaroslavli. V roce 2006 také členem olympijského týmu Švédska, se kterým získal zlatou medaili. Dne 2. srpna 2016 byla ve švédském městě Jönköping pojmenována na počest Livovi „ulice Stefana Liva“ (švédsky Stefan Livs gata). Ta vede k zimnímu stadionu Kinnarps Arena.

## Dětství
Stefan Liv se narodil v polské Gdyni jako Patryk Śliż a byl umístěn do dětského domova v Gdańsku. Ve dvou letech byl adoptován švédskou rodinou. Své rodné jméno si nechal jako své třetí.

## Hráčská kariéra
Svůj první start v Elitserien si Liv připsal 18. ledna 2000 v Jönköpingu v dresu HV 71 proti Luleå HF. Svůj první reprezentační zápas odehrál znovu v Jönköpingu, 9. listopadu 2000 proti Česku. V témže roce prošel draftem NHL, kde si jej jako 102. celkově vybrali ve třetím kole Detroit Red Wings. V prosinci 2005 byl nominován do švédského týmu jako třetí brankář pro Zimní olympijské hry 2006.
V roce 2006 podepsal Liv kontrakt o délce jednoho roku s Detroitem. Jenže sezonu 2006-07 začal na farmářském týmu Grand Rapids Griffins v AHL. Povolán do NHL byl 17. listopadu 2006. 26. listopadu byl znovu odeslán do Grand Rapids Griffins na zápas proti Houston Aeros. O dva dny později byl Liv poslán dokonce do ECHL, konkrétně do týmu Toledo Storm. Stalo se tak, jelikož Grand Rapids povolali Loogana Koopmanse. Později byl znovu povolán do Grand Rapids.
Po jedné sezoně, kterou strávil v organizaci Red Wings, kdy po většinu roku hrál v AHL za Grand Rapids, s celkovou úspěšností zákroků 89,5 % během 34 zápasů, podepsal tříletý kontrakt se svým bývalým klubem HV 71. V následujícím ročníku 2007-08 dokázal s týmem zvítězit ve švédské nejvyšší hokejové lize a také byl oceněn cenou Guldpucken, která se uděluje nejlepšímu hráči celého ročníku. Během sezóny 2009-10, kdy Liv stále hrál za HV 71, byl nominován na Zimní olympijské hry 2010 ve Vancouveru, kde byl třetím gólmanem za Henrikem Lundqvistem z New York Rangers a Jonasem Gustavssonem z Toronta Maple Leafs. V sezóně 2010-11 hrál za tým Sibir Novosibirsk v KHL a byl nominován na KHL All-star game 2011. Pro sezónu 2011-12 přestoupil do týmu Lokomotiv Jaroslavl.
Lapačku nosil na levé ruce. Byl agilní, dokázal se rychle přesouvat z jedné strany na druhou a dokázal pokrýt střely z blízky. Svým stylem připomínal Dominika Haška.

## Smrt
Liv zemřel 7. září 2011, když se letadlo Jakovlev Jak-42 zřítilo k zemi. Stalo se tak nedaleko Jaroslavli v Rusku. Tým cestoval do Minska, kde měl odehrát první soutěžní zápas. Lokomotiv prohlásil, že „na palubě byli všichni hráči, trenérský tým a také čtyři hráči z juniorského týmu“.
V reakci na jeho smrt byla první kola Elitserien 2011/2012 v rozmezí 13. až 15. září provázena minutou ticha. Na počest byl jeho dres s číslem 1 týmem HV 71 vyřazen a vyvěšen ke stropu Kinnarps Areny. Stalo se tak 10. ledna 2012 při domácím zápase proti Timrå IK. Na památku Liva bylo číslo 1 zepředu na všech hráčských dresech celou sezónu 2011/12. 10. září 2011 se přišlo rozloučit s Livem do Kinnarps Areny přes 10 000 fanoušků.
Během prvního utkání Detroitu Red Wings měli všichni hráči záplatu s iniciálami „BM*RS*SL“ na počest Stefana Liva, hlavního trenéra Lokomotivu Brada McCrimmona a obránce Ruslana Salei. Gólman Detroitu Jimmy Howard také vzdal hold třem mužům, když si je nechal nakreslit na zadní stranu své masky. Liv a Howard tvořili brankářskou dvojici během sezóny 2006-07 v týmu Grand Rapids Griffins.
Tělo Stefana Liva je pohřbeno v kostele Sofiakyrkan v Jönköpingu. Pohřeb proběhl 2. října 2011, kam se přišlo rozloučit 120 přátel a příbuzných. Za každého z nich byla položena jedna kytka růže na Livovu rakev.
Od sezóny 2012-13 je cena pro nejlepšího hráče playoff švédské hokejové soutěže pojmenována jako Stefan Liv Memorial Trophy.
20. října 2013 pojmenoval Jonathan Ericsson, obránce Detroitu Red Wings, svoji dceru Liv Ericsson. Učinil tak, aby poctil Stefana Liva, se kterým byl blízký přítel.

## Kariérní statistiky

### Základní část
| Sezona         | Tým                   | Liga           | Z   | V  | P  | R  | MIN    | OG  | ČK | POG  |
| -------------- | --------------------- | -------------- | --- | -- | -- | -- | ------ | --- | -- | ---- |
| 1999–00        | HV71                  | SHL            | 12  |    |    |    | 716    | 25  | 0  | 2.09 |
| 2000–01        | HV71                  | SHL            | 46  |    |    |    | 2,752  | 127 | 4  | 2.77 |
| 2001–02        | HV71                  | SHL            | 38  |    |    |    | 2,184  | 95  | 4  | 2.61 |
| 2002–03        | HV71                  | SHL            | 46  |    |    |    | 2,723  | 124 | 3  | 2.73 |
| 2003–04        | HV71                  | SHL            | 41  |    |    |    | 2,451  | 91  | 6  | 2.23 |
| 2004–05        | HV71                  | SHL            | 40  |    |    |    | 2,404  | 119 | 2  | 2.97 |
| 2005–06        | HV71                  | SHL            | 40  |    |    |    | 2,406  | 87  | 4  | 2.17 |
| 2006–07        | Grand Rapids Griffins | AHL            | 34  | 15 | 15 | 0  | 1,893  | 95  | 2  | 3.01 |
| 2006–07        | Toledo Storm          | ECHL           | 3   | 1  | 1  | 1  | 184    | 7   | 0  | 2.29 |
| 2007–08        | HV71                  | SHL            | 48  | 26 | 11 | 11 | 2,785  | 105 | 5  | 2.26 |
| 2008–09        | HV71                  | SHL            | 35  | 15 | 9  | 11 | 2,001  | 86  | 1  | 2.58 |
| 2009–10        | HV71                  | SHL            | 43  |    |    |    | 2,542  | 110 | 4  | 2.60 |
| 2010–11        | HC Sibir              | KHL            | 39  | 19 | 16 | 2  | 2,276  | 84  | 4  | 2.21 |
| Celkemm v SHL  | Celkemm v SHL         | Celkemm v SHL  | 389 |    |    |    | 22,964 | 969 | 33 | 2.49 |
| Celkemm v KHL  | Celkemm v KHL         | Celkemm v KHL  | 39  | 19 | 16 | 2  | 2,276  | 84  | 4  | 2.21 |
| Celkemm v ECHL | Celkemm v ECHL        | Celkemm v ECHL | 3   | 1  | 1  | 1  | 184    | 7   | 0  | 2.29 |
| Celkemm v AHL  | Celkemm v AHL         | Celkemm v AHL  | 34  | 15 | 15 | 0  | 1,893  | 95  | 2  | 3.01 |

### Playoff
| Sezona       | Tým          | Liga         | Z  | V  | P  | MIN   | OG  | ČK | POG  |
| ------------ | ------------ | ------------ | -- | -- | -- | ----- | --- | -- | ---- |
| 1999–00      | HV71         | SHL          | 3  | 1  | 2  | 178   | 12  | 0  | 4.04 |
| 2001–02      | HV71         | SHL          | 8  | 4  | 4  | 517   | 27  | 0  | 3.13 |
| 2002–03      | HV71         | SHL          | 7  | 3  | 4  | 391   | 17  | 1  | 2.61 |
| 2003–04      | HV71         | SHL          | 18 | 12 | 6  | 1,091 | 35  | 5  | 1.92 |
| 2005–06      | HV71         | SHL          | 12 | 7  | 5  | 668   | 38  | 0  | 3.41 |
| 2007–08      | HV71         | SHL          | 17 | 12 | 5  | 1,020 | 31  | 3  | 1.82 |
| 2008–09      | HV71         | SHL          | 18 | 9  | 8  | 1,111 | 35  | 1  | 1.89 |
| Celkem v SHL | Celkem v SHL | Celkem v SHL | 83 | 48 | 34 | 4,976 | 195 | 10 | 2.48 |

### Reprezentace
| Rok                       | Tým                       | Soutěž                    | Z | V | P | R | MIN | OG | ČK | POG  |
| ------------------------- | ------------------------- | ------------------------- | - | - | - | - | --- | -- | -- | ---- |
| 2002                      | Švédsko                   | MS                        | 2 | 2 | 0 | 0 | 120 | 3  | 1  | 1.50 |
| 2004                      | Švédsko                   | MS                        | 1 | 1 | 0 | 0 | 60  | 1  | 0  | 1.00 |
| 2006                      | Švédsko                   | OH                        | 1 | 1 | 0 | 0 | 60  | 2  | 0  | 2.00 |
| 2006                      | Švédsko                   | MS                        | 1 | 1 | 0 | 0 | 60  | 0  | 1  | 0.00 |
| 2008                      | Švédsko                   | MS                        | 3 | 1 | 2 | 0 | 178 | 6  | 1  | 2.02 |
| 2009                      | Švédsko                   | MS                        | 3 | 2 | 1 | 0 | 185 | 8  | 0  | 2.59 |
| Seniorská kariéra celkově | Seniorská kariéra celkově | Seniorská kariéra celkově | 8 | 6 | 2 | 0 | 478 | 12 | 3  | 1.51 |